# Bisaccia

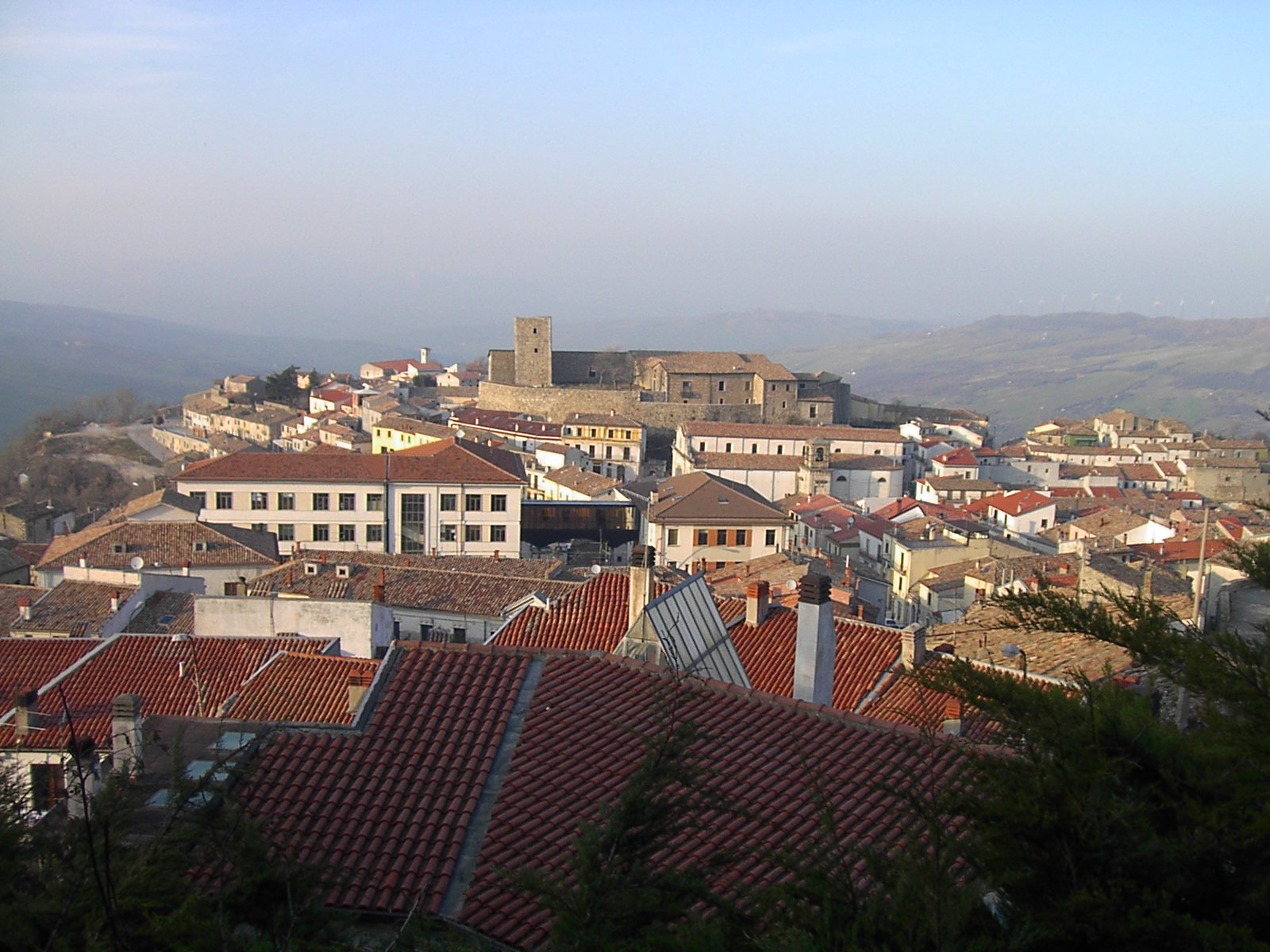
Bisaccia

Bisaccia ist eine italienische Stadt mit 3532 Einwohnern (Stand 31. Dezember 2023) und bis ins 16. Jahrhundert Bischofssitz in der Provinz Avellino. Sie ist Teil der Bergkommune Comunità Montana Alta Irpinia.  Sie wurde bei dem Erdbeben von 1980 zerstört und in der Nähe des historischen Ortes wiederaufgebaut.
In der Antike war der Ort eine Stadt der Samniten und trug den Namen Romulea.
Die Burg von Bisaccia stammt von den Langobarden und wurde von Kaiser Friedrich II., der in den Wäldern von Bisaccia jagte,  wiederhergestellt.
Siehe auch: Liste der Bischöfe von Bisaccia